# Phyllophaga morganella
Phyllophaga morganella är en skalbaggsart som beskrevs av Saylor 1942. Phyllophaga morganella ingår i släktet Phyllophaga och familjen Melolonthidae. Inga underarter finns listade i Catalogue of Life.